# SDLG
Shandong Lingong Construction., Ltd., abreviado SDLG, es una corporación de la República Popular China, fundada en 1972, con sede central en Linyi, Shandong. Es un fabricante de maquinaria para la construcción, equipos de minería, motores diésel y turbinas de gas.
Es socio estratégico de la marca Volvo.